# Korpus Artylerii (Izrael)
Korpus Artylerii (hebr. ‏חיל התותחנים‎, Chejl ha-Totchanim, skrót. חָתָ"ם, Chatam) – wyższy związek taktyczny wojsk lądowych Sił Obronnych Izraela. Izraelska armia dysponuje tylko kilkoma jednostkami wsparcia artylerii, które zapewniają wsparcie ogniowe jednostkom taktycznym.

## Struktura
Korpus artylerii od strony organizacyjnej i szkoleniowej podlega Dowództwu Wojsk Lądowych, które opracowuje koncepcje współczesnego pola walki. Do zmieniających się potrzeb dostosowywane są systemy szkoleń, uzupełnienia kadrowe i zakupy uzbrojenia. Dowództwo Wojsk Lądowych nie może uruchamiać sił lądowych do działań operacyjnych. W okresie wojny lub konfliktu zbrojnego, Dowództwo Wojsk Lądowych pełni funkcje doradcze dla Sztabu Głównego, który uruchamia siły lądowe poprzez rozkazy wykonywane w Dowództwach Północnym, Centralnym i Południowym.
Na poziomie Dowództwa Wojsk Lądowych korpus artylerii ma następującą strukturę organizacyjną:
- 9 Szkoła Artylerii (Bislat)

Żołnierze po przejściu systemu szkoleń podstawowych i specjalistycznych są kierowani do brygad artylerii. Brygada pancerna dzieli się na dwa lub trzy bataliony.
| Dowództwa  | Brygady                            | Bataliony       |
| ---------- | ---------------------------------- | --------------- |
| Południowe | Brygada Artylerii (Amud Ha-Esz)    | Batalion Drakon |
| Południowe | Brygada Artylerii (Amud Ha-Esz)    | Batalion Reshef |
| Centralne  | 215 Brygada Artylerii (Kela David) |                 |
| Północne   | Brygada Artylerii Golan            | Batalion Namer  |
| Północne   | Brygada Artylerii Golan            | Batalion Keren  |
| Północne   | Brygada Artylerii Golan            | Batalion Ra’am  |

## Uzbrojenie
Podstawowym uzbrojeniem izraelskiego korpusu artylerii są haubice Soltam M-71 (kaliber broni 155 mm), haubice samobieżne M109 SPH (155 mm) i wieloprowadnicowe wyrzutnie rakiet M270 MLRS.
W jednostkach szkoleniowych i rezerwowych używa się haubice samobieżne M107 SPG (175 mm) i M110 SPH (203 mm).